# Pterostyrax hispidus
Pterostyrax hispidus är en storaxväxtart som beskrevs av Sieb. och Zucc. Pterostyrax hispidus ingår i släktet Pterostyrax och familjen storaxväxter. Inga underarter finns listade i Catalogue of Life.

## Bildgalleri

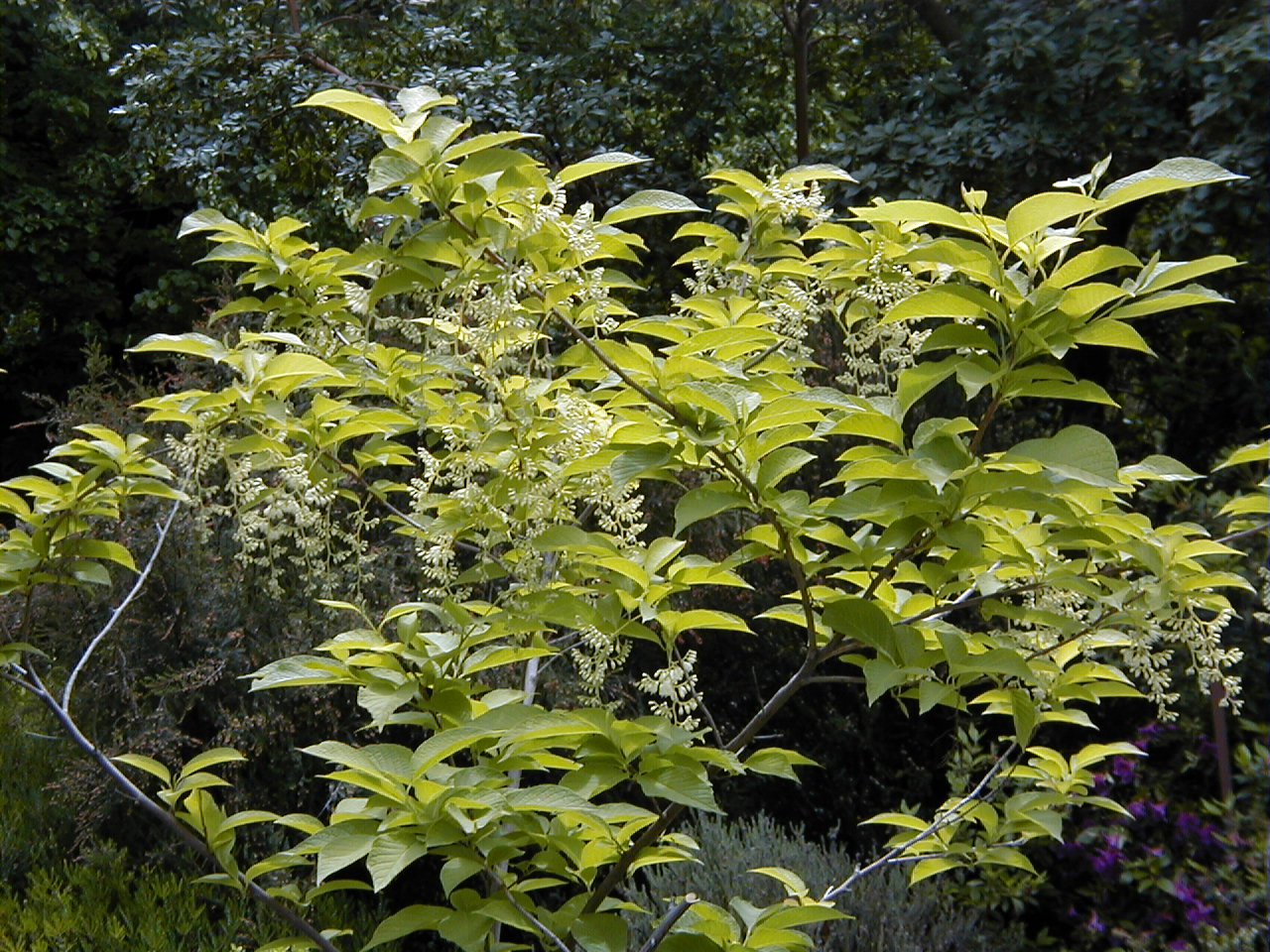
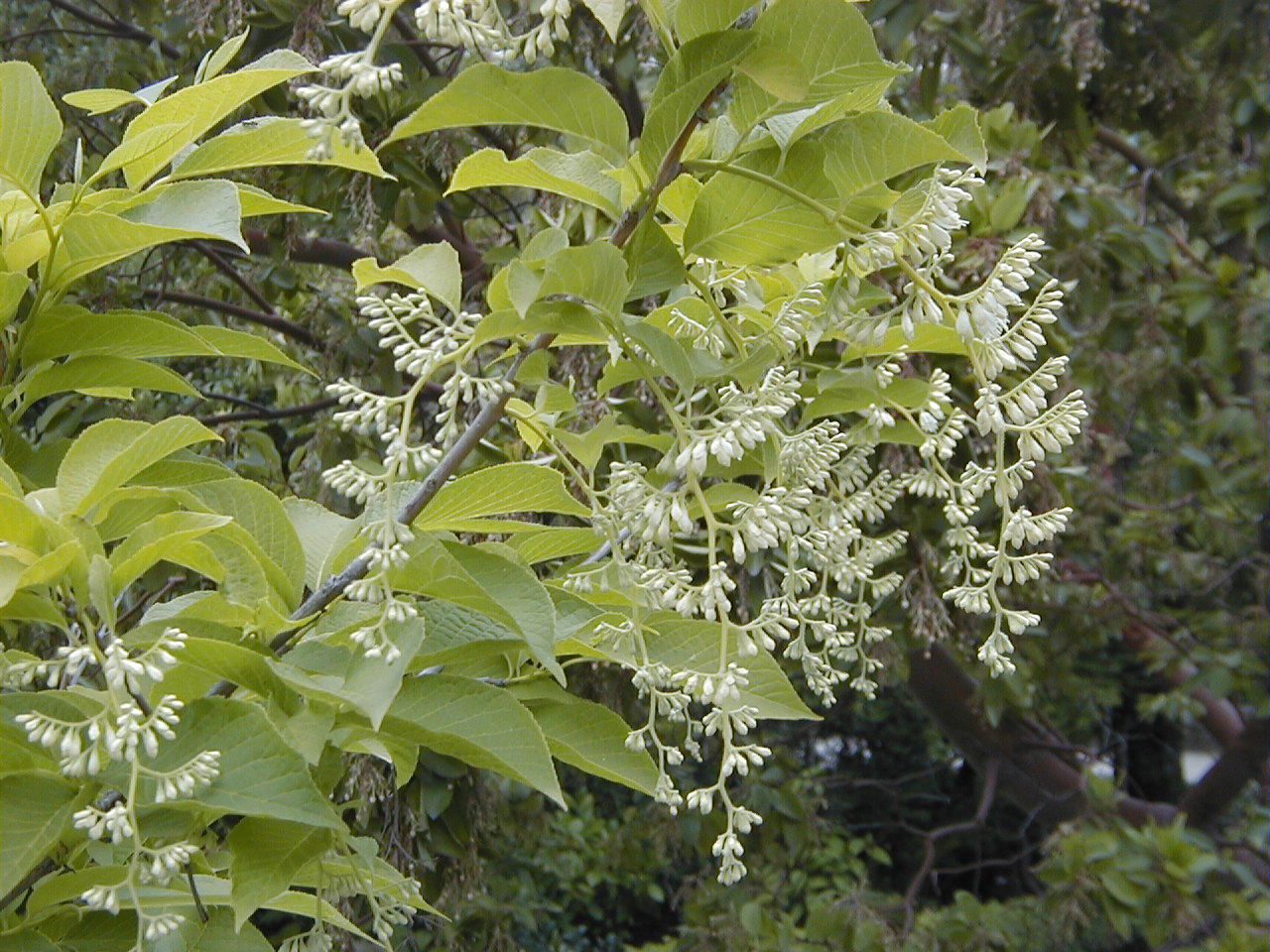
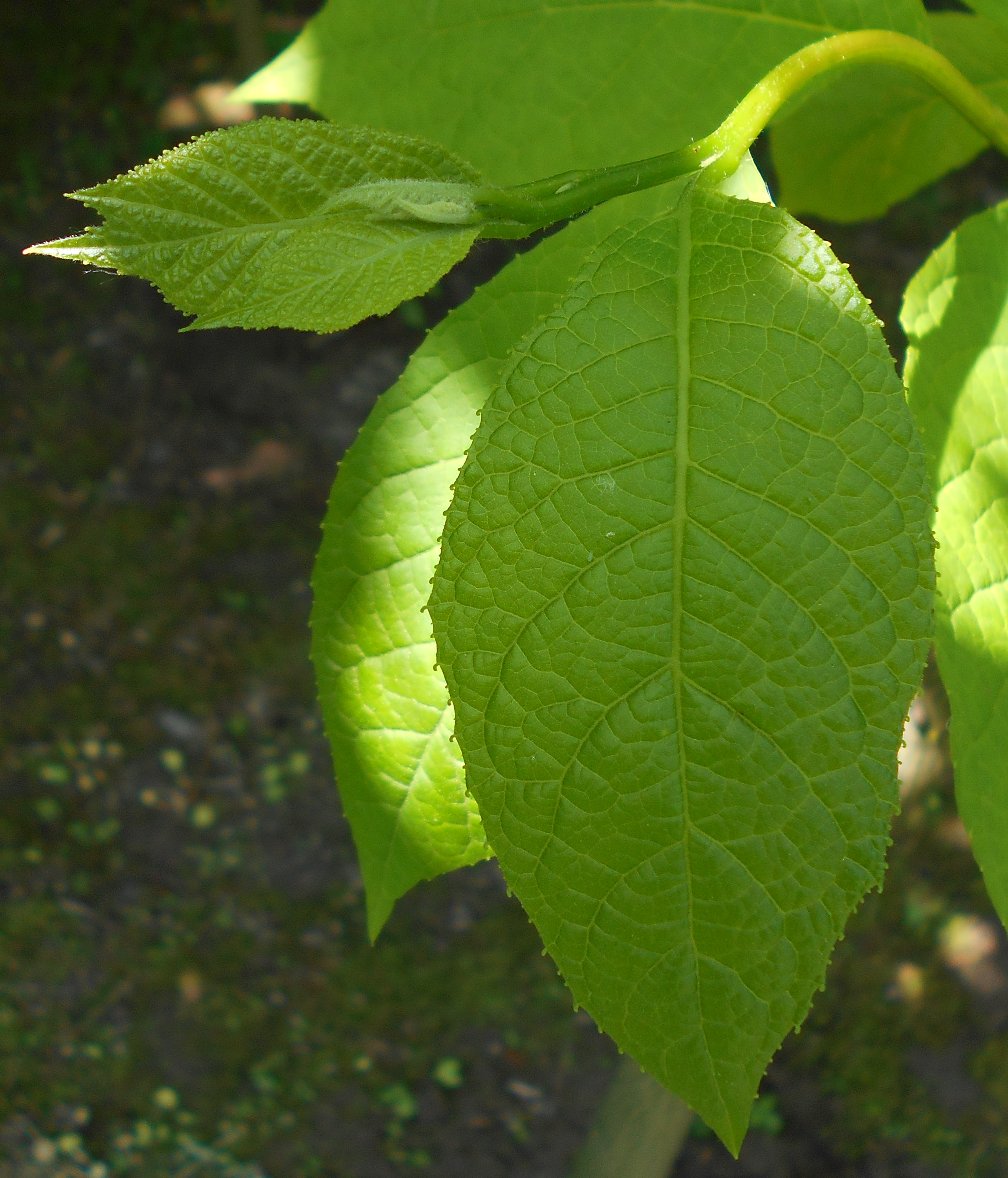
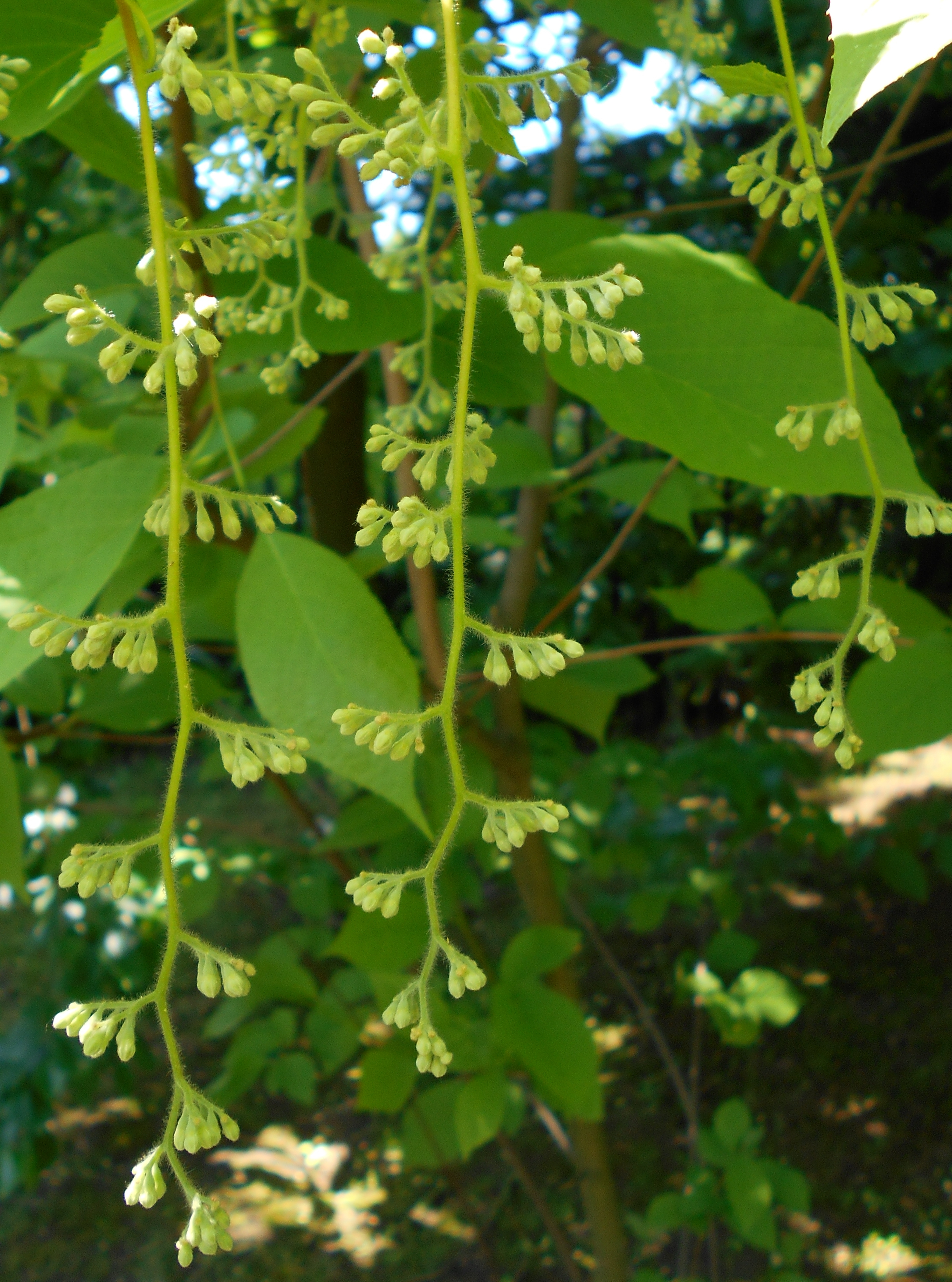
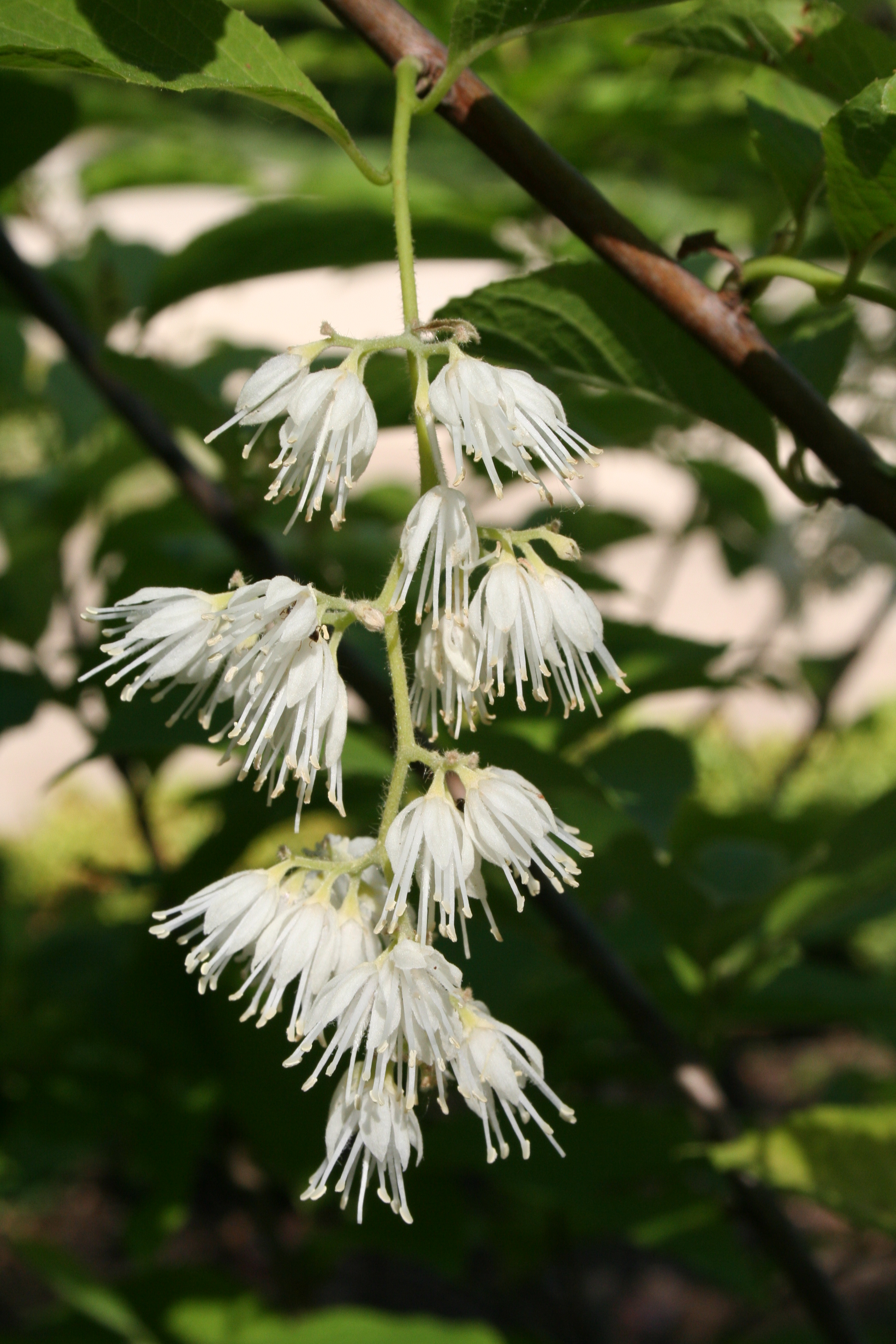
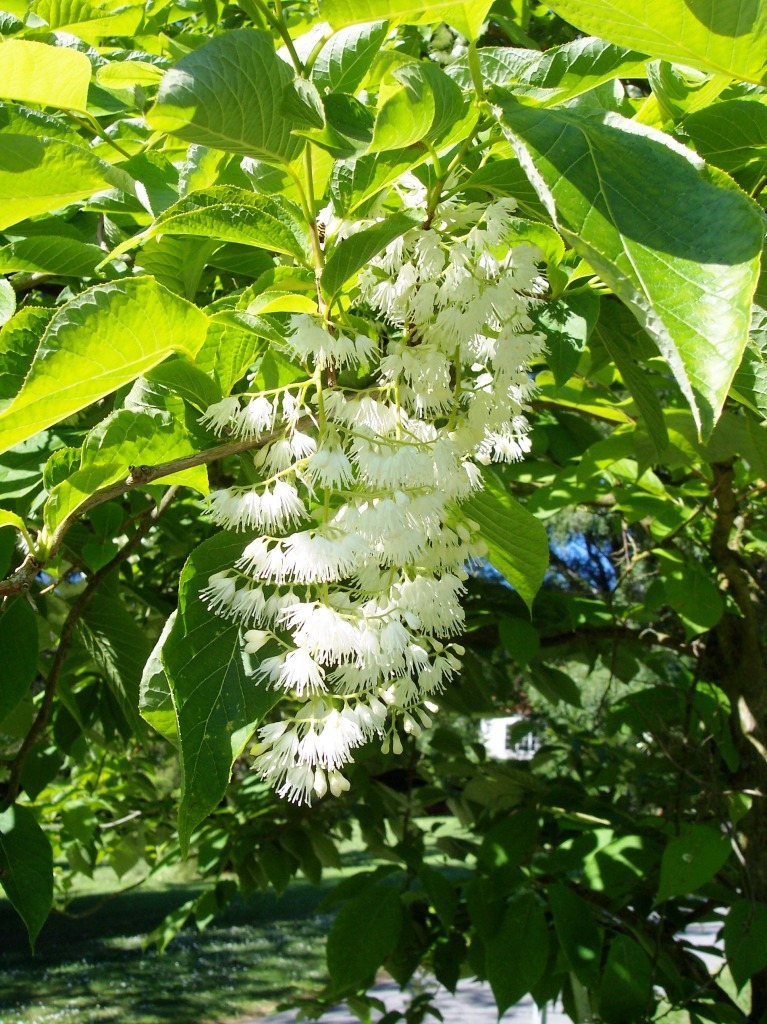
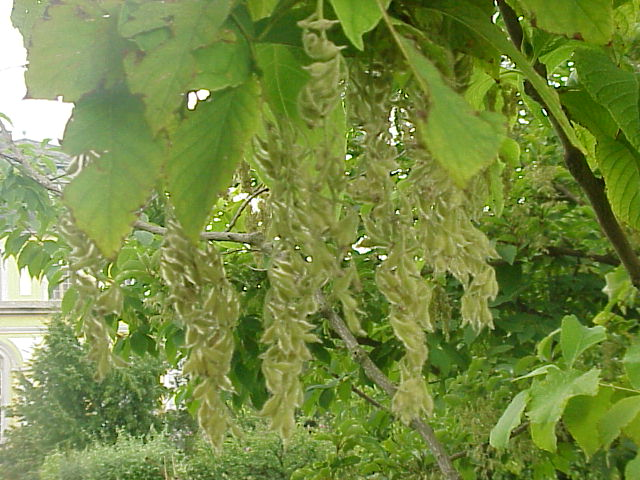
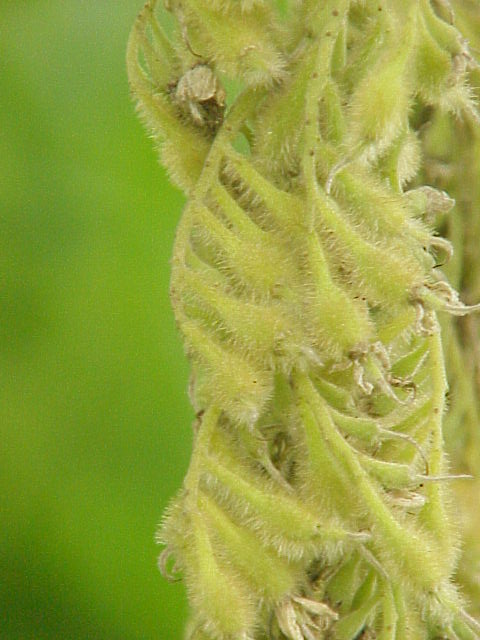
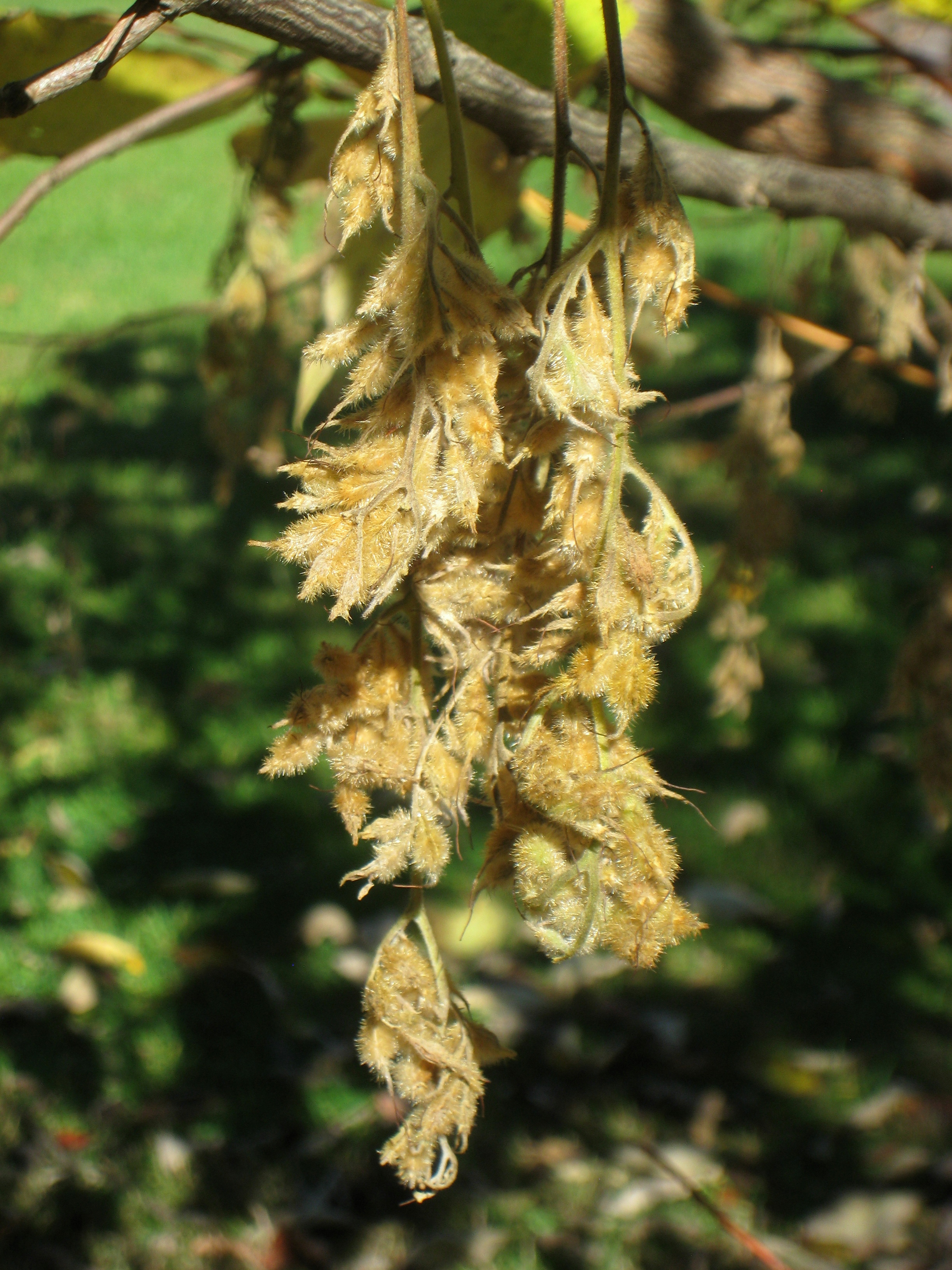